# ミハイル・ルコーニン
ミハイル・クジミッチ・ルコーニン（ロシア語:Михаи́л Кузьми́ч Луко́нин、ラテン文字表記例:Mikhail Kuzmich Lukonin、1918年10月29日 - 1976年8月4日）は、ロシアアストラハン出身の詩人。
1948年にスターリン賞を受賞し、1973年にはソビエト連邦国家賞を受賞した。1942年以降はソビエト連邦共産党のメンバーとなった。

## 生涯
1918年10月29日、ロシアのアストラハンに郵政労働者の家庭に生まれるが、1920年に父がチフスにより死去する。
幼少期はヴォルゴグラードで過ごし、ヴォルゴグラードのトラクター工場（en:Volgograd Tractor Factory）で働いた。
1937年にスターリングラード教育大学を卒業し、1938年から1941年にかけてマキシム・ゴーリキー文学大学に通った。
大祖国戦争が始まると従軍記者として務めたが、負傷した。
1942年からはソビエト連邦共産党のメンバーとなった。
1951年には戦災復興に従う復員兵たちをうたった詩集『平和への道（Дорога к миру）』を著し、当時のロシアを景気付けた。
1976年8月4日に亡くなる。その後ノヴォデヴィチ墓地に埋葬された。

## 作品
- 1938年、『Разбег』
- 1947年、『Сердцебиение』
- 1948年、『Рабочий день』
- 1950年、『Лирика』
- 1951年、『平和への道（Дорога к миру）』
- 1960年、『Признание в любви』
- 1962年、『Клятва』
- 1963年、『Товарищ поэзия』
- 1964年、『Преодоление』
- 1973年、『Передовая』